# BB Cream

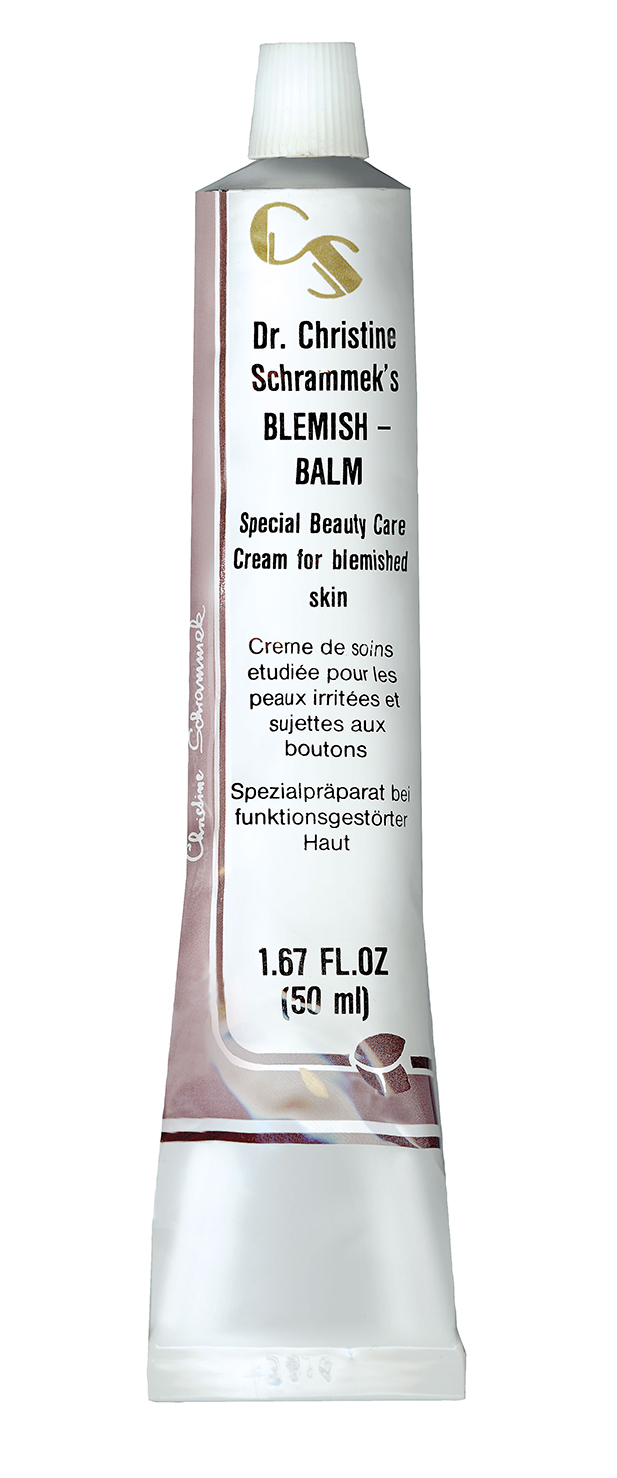
Christine Schrammek Blemish Balm (1960er Jahre)

BB Cream steht für Blemish Balm oder auch Beauty Balm. BB Cream wird als Alles-in-Einem-Kosmetikprodukt beworben, das Gesichtsserum, Feuchtigkeitscreme, Grundierung und Sonnenblocker ersetzt. Die meisten Cremes in Asien wirken zusätzlich hautaufhellend. Europäische und amerikanische Hersteller produzieren auch Cremes, die die Haut nicht aufhellen.
BB Creams entwickelten sich zunächst in Ostasien zu einem häufig verwendeten Alltagsprodukt. Seit 2011 ist BB Cream auch in westlichen Ländern bekannt geworden und einige westliche Kosmetikmarken brachten ihre eigenen BB Creams raus.

## Geschichte
Die BB Cream entwickelte sich in den 1960ern aus einer Formel der deutschen Dermatologin Christine Schrammek. Die Creme sollte die Haut der Patienten nach Laserbehandlungen und Operationen bei der Genesung unterstützen. BB Cream wurde 1985 auch in Südkorea und Japan eingeführt. Die Creme wurde dort als „das Geheimnis koreanischer Schauspielerinnen“ bejubelt und von vielen südkoreanischen Stars heftig beworben. 2011 führte das südkoreanische Unternehmen Dr. Jart die Creme in den Vereinigten Staaten ein. Darauf wurde BB Cream weltweit populär. Einige der bekanntesten Marken sind neben Dr. med. Christine Schrammek Kosmetik, Etude House, Lioele, Missha, Nature Republic, Rachel K, Skin79, SHANGPREE, Skin Food, Sulhwasoo, The Face Shop, Alex Cosmetic, BRTC und Dr. Jart. Südkoreanische und japanische Hersteller haben die BB Cream weiterentwickelt und stellen mittlerweile auch CC Creams her. CC steht dabei für „Color Corrector“ (Farbkorrektur) oder „Complexion Corrector“ (Teint-Korrektur). Diese Cremes bieten mehr Deckkraft als eine BB Cream.